# Ptychodon leiodon
Ptychodon leiodon är en snäckart som först beskrevs av Hutton 1882.  Ptychodon leiodon ingår i släktet Ptychodon och familjen Charopidae. Inga underarter finns listade i Catalogue of Life.